# Just Like Strange Rain
Just Like Strange Rain è un brano scritto ed interpretato da Elton John; il testo è di Bernie Taupin.

## Struttura del brano
Originariamente distribuito sulla facciata B del singolo It's Me That You Need, sarà pubblicato nel 1995 sulla versione rimasterizzata dell'album Empty Sky. Potrebbe essere identificato nel rock psichedelico: alla chitarra elettrica è presente, come al solito, Caleb Quaye, accompagnato dall'organo Hammond. Elton suona il pianoforte; sono presenti anche Roger Pope (alla batteria) e Tony Murray (al basso). Anche questo brano presenta toni particolarmente solenni (come molte delle prime composizioni di John), rassomiglianti a quelli di un inno. Just Like Strange Rain non è mai stata eseguita live.

## Significato del testo
Il testo di Taupin (letteralmente Proprio Come Una Pioggia Strana) presenta tanti concetti diversi tutti in una volta, e menziona diversi colori. Comunque, anche questo testo presenta espressioni davvero enigmatiche e misteriose, tipiche dello stile ermetico di Bernie, evidente soprattutto nei primi anni di attività del paroliere e poeta.

## Formazione
- Elton John - pianoforte elettrico, pianoforte, voce
- Caleb Quaye - chitarra
- Tony Murray - basso
- Roger Pope - batteria